# Saint-Mathurin
Pour les articles homonymes, voir Saint-Mathurin (homonymie).
Saint-Mathurin est une commune française située dans le département de la Vendée, en région Pays de la Loire.

## Géographie
Le territoire municipal de Saint-Mathurin s'étend sur 2 390 hectares. L'altitude moyenne de la commune est de 26 mètres, avec des niveaux fluctuant entre 1 et 44 mètres,.
Saint-Mathurin est située sur une petite colline, à 8 km de la côte atlantique. La commune est bordée au sud par la rivière la Vertonne et au nord par la rivière l'Auzance.
| Vairé               |                | La Chapelle-Achard Les Achards |
| L'Île-d'Olonne      | Saint-Mathurin |                                |
| Les Sables d'Olonne | Sainte-Foy     | Grosbreuil                     |

### Climat
Pour des articles plus généraux, voir Climat des Pays de la Loire et Climat de la Vendée.
En 2010, le climat de la commune est de type climat océanique franc, selon une étude du CNRS s'appuyant sur une série de données couvrant la période 1971-2000. En 2020, Météo-France publie une typologie des climats de la France métropolitaine dans laquelle la commune est exposée à un climat océanique et est dans la région climatique  Bretagne orientale et méridionale, Pays nantais, Vendée, caractérisée par une faible pluviométrie en été et une bonne insolation. 
Pour la période 1971-2000, la température annuelle moyenne est de 12,6 °C, avec une amplitude thermique annuelle de 13,2 °C. Le cumul annuel moyen de précipitations est de 819 mm, avec 12,6 jours de précipitations en janvier et 6,2 jours en juillet. Pour la période 1991-2020, la température moyenne annuelle observée sur la station météorologique de Météo-France la plus proche, « La Mothe Achard », sur la commune des Achards à 7 km à vol d'oiseau, est de 12,8 °C et le cumul annuel moyen de précipitations est de 959,1 mm,. Pour l'avenir, les paramètres climatiques de la commune estimés pour 2050 selon différents scénarios d'émission de gaz à effet de serre sont consultables sur un site dédié publié par Météo-France en novembre 2022.

## Urbanisme

### Typologie
Au 1er janvier 2024, Saint-Mathurin est catégorisée bourg rural, selon la nouvelle grille communale de densité à sept niveaux définie par l'Insee en 2022.
Elle appartient à l'unité urbaine de Saint-Mathurin, une unité urbaine monocommunale constituant une ville isolée,. Par ailleurs la commune fait partie de l'aire d'attraction des Sables-d'Olonne, dont elle est une commune de la couronne,. Cette aire, qui regroupe 9 communes, est catégorisée dans les aires de 50 000 à moins de 200 000 habitants,.

### Occupation des sols
L'occupation des sols de la commune, telle qu'elle ressort de la base de données européenne d’occupation biophysique des sols Corine Land Cover (CLC), est marquée par l'importance des territoires agricoles (95,4 % en 2018), en diminution par rapport à 1990 (96,6 %). La répartition détaillée en 2018 est la suivante : 
terres arables (70,6 %), zones agricoles hétérogènes (14,4 %), prairies (10,3 %), zones urbanisées (4,4 %), forêts (0,2 %). L'évolution de l’occupation des sols de la commune et de ses infrastructures peut être observée sur les différentes représentations cartographiques du territoire : la carte de Cassini (XVIIIe siècle), la carte d'état-major (1820-1866) et les cartes ou photos aériennes de l'IGN pour la période actuelle (1950 à aujourd'hui).

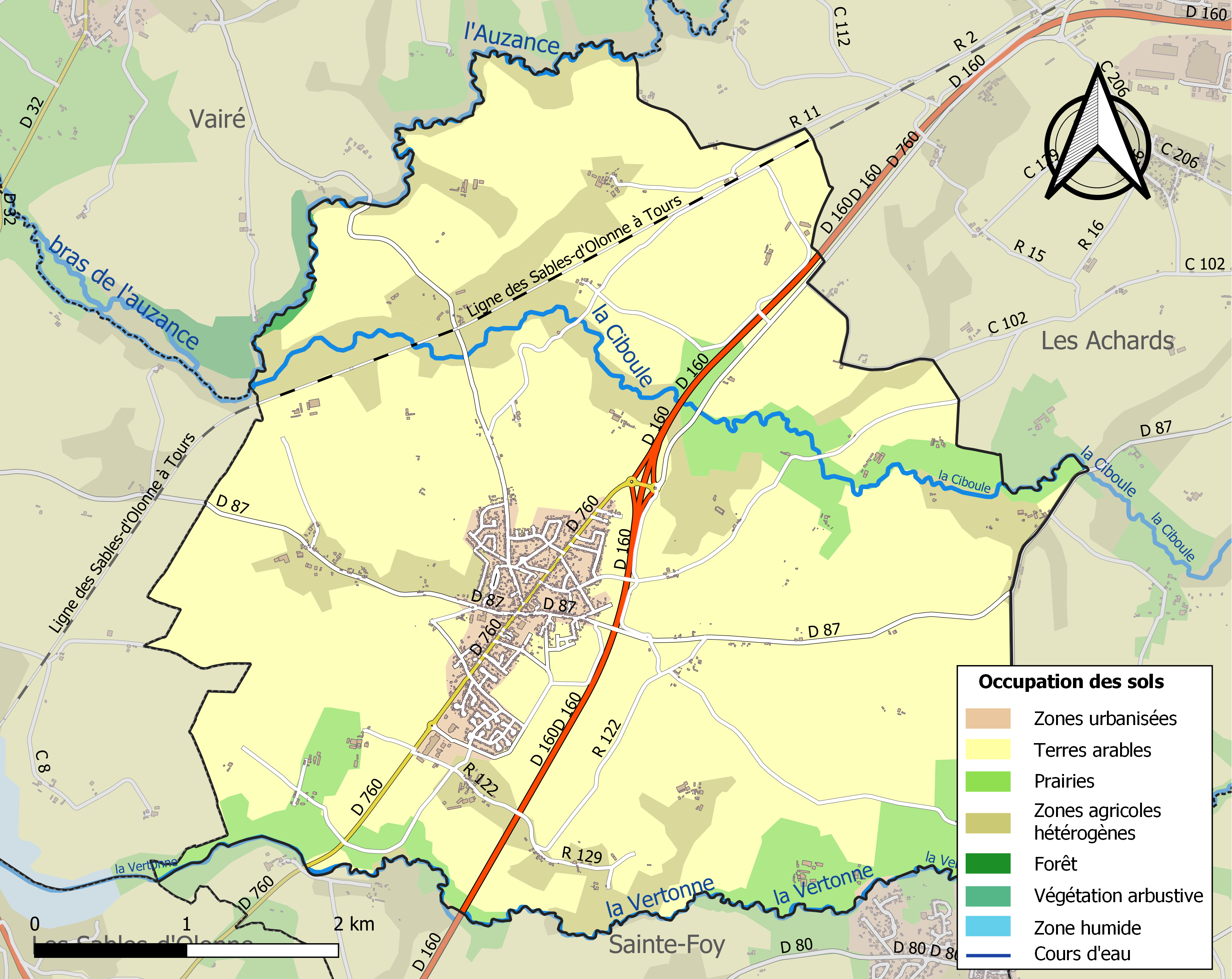
Carte des infrastructures et de l'occupation des sols de la commune en 2018 (CLC).

## Histoire
Saint-Mathurin n'existe en tant que commune que depuis 1873. Avant cette date, elle faisait partie de La Chapelle-Achard, une commune voisine. Son nom viendrait d'un de ses hameaux « Saint-Mathelin ».
Vers l'an 1600, 400 à 500 âmes résidaient à Saint-Mathelin, qui représentait alors le territoire actuel de Saint-Mathurin en tant que paroisse, puis en tant que commune indépendante dès 1873.
Situation qu'elle connut antérieurement puisqu'il semblerait qu'elle été annexée à La Chapelle-Achard vers 1630.
Un personnage important décéda en 1647 à Saint-Mathurin. Il s'agit de André Bouyer qui était conseiller et secrétaire du roi Henri IV et contrôleur de la grande chancellerie de France.
En outre, on a entrepris des fouilles sur le site de la Chevetelière en 1997. On a daté des fossés de l'âge Néolithique (entre 2000 et 5000 avant Jésus-Christ).

## Héraldique
| Blason | Blasonnement : De sinople aux trois bourrines d'or, au chef du même chargé d'une croisette potencée du champ. |

## Politique et administration

### Rattachements administratifs et électoraux
Saint-Mathurin appartient à l'arrondissement des Sables-d'Olonne et au canton de Talmont-Saint-Hilaire depuis le redécoupage cantonal de 2014. Avant cette date, la commune était rattachée au canton de La Mothe-Achard.
Pour l’élection des députés, elle fait partie de la deuxième circonscription de la Vendée, représentée depuis 2019 par Patrick Loiseau (LREM). Il succède ainsi, en tant que suppléant, à Patricia Gallerneau, décédée dans ses fonctions.

### Intercommunalité
Depuis 2017, la commune appartient à la communauté d'agglomération Les Sables-d'Olonne-Agglomération.

### Liste des maires
| Période    | Période           | Identité                      | Étiquette    | Qualité |
| ---------- | ----------------- | ----------------------------- | ------------ | --- |
| 1873       | 1905              | Jean-Marie Barreau            |              | |
| 1905       | 1920              | Roger de La Roche Saint-André |              | |
| 1920       | 1945              | Albert Doyen                  |              | |
| 1945       | mars 1983         | Félicien Pateau               | MRP puis DVD | Exploitant agricole Conseiller général du canton de La Mothe-Achard (1951 → 1982) Vice-président du conseil général de la Vendée                                |
| mars 1983  | mars 2007 (décès) | Bernard Roy                   | DVD          | Éleveur et responsable d'entreprise de machines agricoles Vice-président de la CC du Pays des Achards Commandeur du Mérite agricole Réélu en 1989, 1995 et 2001 |
| mai 2007   | avril 2008        | Bernard Frappier              |              | Retraité de l'Éducation nationale |
| avril 2008 | en cours          | Albert Bouard                 | DVD          | Retraité agricole 6e vice-président des Sables d'Olonne Agglomération Réélu en 2014et 2020                                                                      |

### Résultats aux différents scrutins
| Parti | Parti        | Régionales 2015 (1er tour) | Régionales 2015 (2e tour) | Présidentielle 2017 (1er tour) | Présidentielle 2017 (2e tour) | Européennes 2019 | Régionales 2021 (1er tour) | Régionales 2021 (2e tour) | Présidentielle 2022 (1er tour) | Présidentielle 2022 (2e tour) | Législatives 2022 (1er tour) | Législatives 2022 (2e tour) |
| ----- | ------------ | -------------------------- | ------------------------- | ------------------------------ | ----------------------------- | ---------------- | -------------------------- | ------------------------- | ------------------------------ | ----------------------------- | ---------------------------- | --------------------------- |
|       | LO           | 0,65 %                     |                           | 0,59 %                         |                               | 0,50 %           | 1,30 %                     |                           | 0,36 %                         |                               | 0,99 %                       |                             |
|       | NPA          |                            |                           | 1,11 %                         |                               |                  |                            |                           | 0,58 %                         |                               |                              |                             |
|       | PCF          | 1,83 %                     |                           |                                |                               | 1,75 %           |                            | 16,89 %                   | 2,09 %                         |                               | 15,12 %                      | 36,38 %                     |
|       | LFI          |                            |                           | 15,65 %                        |                               | 3,88 %           | 10,37 %                    | 16,89 %                   | 12,89 %                        |                               | 15,12 %                      | 36,38 %                     |
|       | Génération.s |                            |                           |                                |                               | 2,88 %           | 10,37 %                    | 16,89 %                   |                                |                               | 15,12 %                      | 36,38 %                     |
|       | EELV         | 4,32 %                     | 22,83 %                   |                                |                               | 11,78 %          | 10,37 %                    | 16,89 %                   | 4,18 %                         |                               | 15,12 %                      | 36,38 %                     |
|       | PS           | 17,28 %                    | 22,83 %                   | 4,53 %                         |                               | 3,63 %           | 7,56 %                     | 16,89 %                   | 1,44 %                         |                               | 15,12 %                      | 36,38 %                     |
|       | LREM         |                            |                           | 20,92 %                        | 61,30 %                       | 20,30 %          | 18,79 %                    | 16,89 %                   | 30,32 %                        | 54,35 %                       | 24,16 %                      | 63,62 %                     |
|       | Modem        | 43,98 %                    | 51,13 %                   |                                |                               | 20,30 %          | 18,79 %                    | 16,89 %                   |                                |                               | 24,16 %                      | 63,62 %                     |
|       | UDI          | 43,98 %                    | 51,13 %                   |                                |                               | 13,03 %          | 33,48 %                    | 44,52 %                   |                                |                               | 16,85 %                      |                             |
|       | LR           | 43,98 %                    | 51,13 %                   | 25,07 %                        |                               | 13,03 %          | 33,48 %                    | 44,52 %                   | 5,83 %                         |                               | 16,85 %                      |                             |
|       | DLF          | 4,84 %                     |                           | 8,16 %                         |                               | 5,26 %           | 3,67 %                     |                           | 3,02 %                         |                               |                              |                             |
|       | RN           | 26,31 %                    | 26,04 %                   | 22,11 %                        | 38,70 %                       | 28,82 %          | 24,19 %                    | 21,71 %                   | 29,09 %                        | 45,65 %                       | 27,39 %                      |                             |
|       | Reconquête   |                            |                           |                                |                               |                  |                            |                           | 6,98 %                         |                               | 3,47 %                       |                             |
|       | UPR          | 0,79 %                     |                           | 0,74 %                         |                               | 0,75 %           |                            |                           |                                |                               |                              |                             |
|       | DIV          |                            |                           | 1,11 %                         |                               | 7,42 %           | 0,65 %                     |                           | 3,24 %                         |                               | 12,03                        |                             |

## Population et société

### Démographie

#### Évolution démographique
L'évolution du nombre d'habitants est connue à travers les recensements de la population effectués dans la commune depuis 1876. Pour les communes de moins de 10 000 habitants, une enquête de recensement portant sur toute la population est réalisée tous les cinq ans, les populations de référence des années intermédiaires étant quant à elles estimées par interpolation ou extrapolation. Pour la commune, le premier recensement exhaustif entrant dans le cadre du nouveau dispositif a été réalisé en 2008.

En 2022, la commune comptait 2 443 habitants, en évolution de +8,82 % par rapport à 2016 (Vendée : +5,33 %, France hors Mayotte : +2,11 %).
| 1876 | 1881 | 1886 | 1891 | 1896 | 1901 | 1906 | 1911 | 1921 |
| ---- | ---- | ---- | ---- | ---- | ---- | ---- | ---- | ---- |
| 832  | 830  | 842  | 868  | 899  | 932  | 996  | 952  | 840  |

| 1926 | 1931 | 1936 | 1946 | 1954 | 1962 | 1968 | 1975 | 1982  |
| ---- | ---- | ---- | ---- | ---- | ---- | ---- | ---- | ----- |
| 827  | 785  | 801  | 772  | 792  | 811  | 783  | 756  | 1 075 |

| 1990  | 1999  | 2006  | 2008  | 2013  | 2018  | 2022  | - | - |
| ----- | ----- | ----- | ----- | ----- | ----- | ----- | - | - |
| 1 137 | 1 256 | 1 623 | 1 729 | 2 150 | 2 294 | 2 443 | - | - |

#### Pyramide des âges
En 2018, le taux de personnes d'un âge inférieur à 30 ans s'élève à 34,3 %, soit au-dessus de la moyenne départementale (31,6 %). À l'inverse, le taux de personnes d'âge supérieur à 60 ans est de 24,7 % la même année, alors qu'il est de 31,0 % au niveau départemental.
En 2018, la commune comptait 1 153 hommes pour 1 141 femmes, soit un taux de 50,26 % d'hommes, légèrement supérieur au taux départemental (48,84 %).
Les pyramides des âges de la commune et du département s'établissent comme suit.
| Hommes | Classe d’âge | Femmes |
| ------ | ------------ | ------ |
| 0,2    | 90 ou +      | 0,5    |
| 5,6    | 75-89 ans    | 6,6    |
| 18,0   | 60-74 ans    | 18,5   |
| 19,4   | 45-59 ans    | 19,9   |
| 21,2   | 30-44 ans    | 21,5   |
| 14,0   | 15-29 ans    | 13,8   |
| 21,6   | 0-14 ans     | 19,2   |

| Hommes | Classe d’âge | Femmes |
| ------ | ------------ | ------ |
| 0,8    | 90 ou +      | 2,2    |
| 8,7    | 75-89 ans    | 11,1   |
| 20,3   | 60-74 ans    | 21,3   |
| 20     | 45-59 ans    | 19,4   |
| 17,5   | 30-44 ans    | 16,8   |
| 15     | 15-29 ans    | 13,2   |
| 17,7   | 0-14 ans     | 16,1   |

## Lieux et monuments
- Église Saint-Mathurin, datant de 1905, et son clocher de 36 mètres de hauteur, datant de 1927.

## Pour approfondir